# AFX/LFO
AFX/LFO è un EP dei musicisti Richard D. James e Mark Bell pubblicato dalla Warp Records rispettivamente con gli pseudonimi AFX e LFO.
L'EP è stato pubblicato solo in formato vinile 12 pollici in edizione limitata a duemila copie e venduto esclusivamente on-line sul sito della Warp Records.
L'album è composto da quattro tracce, due di AFX, e due di LFO. Le tracce Naks 11 [Mono] e Flu Shot [Kringlan] fanno parte della colonna sonora del videogioco della PSP Wipeout Pure del 2005.

## Tracce
Lato A
1. 46 Analord - Masplid - 4:44
2. Naks 11 [Mono] - 2:58

Lato B
1. Flu Shot [Kringlan] - 3:51
2. Pathfinder - 5:15